# Gustave de Wailly
Pour les articles homonymes, voir Wailly (homonymie).
Gabriel Gustave de Wailly né le 13 juin 1804 à Paris et mort le 27 avril 1878 dans le 1er arrondissement de Paris, est un auteur dramatique et traducteur latiniste français, frère de Léon de Wailly.

## Biographie
Élevé dans une famille d'écrivains et d'universitaires, maître des requêtes au Conseil d’État (1830), il devient inspecteur général de l'ancienne liste civile et se fait connaître par ses pièces dramatiques.
Il est inhumé au cimetière du Père-Lachaise (20e division).

## Œuvres
Certaines de ses œuvres sont publiées sous le pseudonyme de Mme Marie Senan.
- La Mort dans l'embarras, comédie nouvelle, en 3 actes et en vers, avec Léon de Wailly, 1825
- Amour et Intrigue, drame en cinq actes et en vers, imité de Schiller, 1826
- Ivanhoé, opéra en trois actes, avec musique de Gioacchino Rossini, 1826
- La Folle, ou le Testament d'un Anglaise, comédie, 1827
- Anglais et Français, comédie en un acte et en prose, avec Jean-François-Alfred Bayard, 1827
- L'Oncle Philibert, comédie en un acte et en prose, avec Jean-François-Alfred Bayard, 1827
- Ma place et ma femme, comédie en trois actes, et en prose, avec Jean-François-Alfred Bayard, 1830
- Madame du Chatelet, ou, Point de lendemain, comédie en un acte, avec François Ancelot, 1832
- L'Attente, drame en 1 acte (par Mme Marie Senan), 1838
- Elzéar Chalamel ou, Une assurance sur la vie, Comédie-vaudeville en trois actes, avec Jules de Wailly, 1849
- Monck ou, le Sauveur de l'Angleterre, Comédie historique en cinq actes, 1850
- Les Premières Armes de Blaveau, comédie-vaudeville en un acte, avec Jules de Wailly, 1852
- L'Oncle Tom, drame en cinq actes, 1853
- Œuvres de Alfred, Gustave et Jules de Wailly, 1873
- Promenade d'une famille anglaise à Paris monologue pour enfants, posthume, 1897
- L'Oreiller qui pleure monologue, posthume, 1898
- Louise, feuilleton
- Les Parapluies, comédie en un acte, avec Gaston de Wailly
- Les Deux Devoirs, drame maritime en trois actes
- Les Deux Honneurs, drame militaire en trois actes

### Traductions
On lui doit de nombreuses traductions entre autres de Sénèque et Virgile :
- Œuvres complètes de Sénèque le philosophe, avec Alfred de Wailly, 1836
- Odes d'Horace, avec Étienne-Augustin De Wailly, 1878.

## Distinction
- Chevalier de la Légion d'honneur (30 juillet 1832)
- L’Académie française lui décerne le prix Langlois en 1875 pour Les Quatre premiers livres de l’Énéide